# Université Paris 8 Vincennes-Saint-Denis
A Paris 8 Vincennes-Saint-Denis Egyetem franciául: Université Paris 8 Vincennes-Saint-Denis egy francia egyetem, amelyet 1971-ben alapítottak Saint-Denis-ben, Párizs szomszédos településén.

## Története
Az egyetem a Centre universitaire experimental de Vincennes örököse, amelyet az 1968-as ifjúsági felkelés nyomán Edgar Faure miniszter kezdeményezésére hoztak létre. Az új egyetemi központ 1968. december 1-jei megnyitóján Gilles Deleuze francia filozófus egyike volt azoknak a kulturális személyiségeknek, akik vendégként jelen voltak.

## Híres tanárok
- Alain Badiou, francia filozófus
- Jacques Rancière, francia filozófus
- Zirkuli Péter, magyar író, költő, műfordító

## Híres diplomások
- Cédric Klapisch, francia filmrendező

## Fordítás
- Ez a szócikk részben vagy egészben  a   Paris 8 University Vincennes-Saint-Denis című angol Wikipédia-szócikk ezen változatának fordításán alapul.  Az eredeti cikk szerkesztőit annak laptörténete sorolja fel. Ez a jelzés csupán a megfogalmazás eredetét és a szerzői jogokat jelzi, nem szolgál a cikkben szereplő információk forrásmegjelöléseként.